# رائول سانچس (بازیکن فوتبال، زاده ۱۹۳۳)
رائول سانچس (اسپانیایی: Raúl Sánchez‎; ۲۶ اکتبر ۱۹۳۳ – ۲۸ فوریهٔ ۲۰۱۶) بازیکن فوتبال اهل شیلی بود.

## باشگاهی
از باشگاه‌هایی که در آن بازی کرده‌است می‌توان به باشگاه فوتبال کولو-کولو اشاره کرد.

## تیم ملی
وی همچنین در تیم ملی فوتبال شیلی بازی کرده‌است.